# Rockport (Indiana)
Rockport város az USA Indiana államában. Lakosainak száma 1984 fő (2020. április 1.).

## Népesség
A település népességének változása:

| 2010 | 2 270 |
| 2020 | 1 984 |